# HK433
Das HK433 ist ein modulares Sturmgewehr des deutschen Rüstungsunternehmens Heckler & Koch aus Oberndorf am Neckar. Es wurde Anfang 2017 vorgestellt und war ein Kandidat für die Nachfolge des vom gleichen Hersteller stammenden G36 bei der Bundeswehr. Im regulären Dienst für Spezialeinheiten wurde bisher nur die verkürzte Variante HK437 beziehungsweise G39 bei Behörden eingeführt.

## Technik

Impulsgaskolben (schematisch)

Das HK433 ist ein aufschießender Gasdrucklader mit Impulsgaskolben.
Anders als beim G36 ist das Gehäuseoberteil aus hochfestem Aluminium gefertigt.
Das maßgeblich auf dem G36 und dem HK416 basierende HK433 soll deren Vorteile größtenteils in einer Waffe vereinen. So wird beispielsweise durch eine ähnlich dem G36 aufgebaute Schließfeder-Konstruktion ein Klappschaft ermöglicht, der sich beim HK416 – aufgrund des auf dem AR-15 basierenden Designs mit auf dem Schließfederrohr aufgebauter Schulterstütze – nicht realisieren ließ. Die Waffe nutzt – im Gegensatz zum G36 – die auch am HK416 verwendeten STANAG-Magazine. Zudem wurde auf die Staubschutzklappe des HK416/AR-15 zugunsten einer dem G36 ähnlichen Konstruktion mit Hülsenabweiser verzichtet.
Das Griffstück mit Feuerwahlschalter ist sowohl im G36- als auch im HK416-Design erhältlich, um für möglichst viele potentielle Kunden, die bisher eines dieser Gewehre genutzt haben, eine einfache Umstellung zu ermöglichen.
Das HK433 ist aktuell mit den Rohrlängen 280 mm (11″), 368 mm (14,5″) und 421 mm (16,5″) verfügbar. Weitere Rohrlängen – 318 mm (12,5″), 480 mm (18,9″) und 503 mm (20″) sollen folgen. Zudem sollen in Zukunft auch andere Kaliber angeboten werden.
Das Gehäuse hat zur Montage von Optiken und Zubehör an der Oberseite eine lange sowie an der Unterseite des Handschutzes eine weitere, kürzere NATO-Schiene. An den Seiten des Handschutzes sind die zur wiederholgenauen Montage von Zubehör vorgesehenen Systeme „HKey“ oder M-LOK verwendbar.
Zudem soll im Inneren der Waffe ein nicht manipulierbarer, kabellos auslesbarer Schusszähler eingebaut sein.

## Modellvarianten
Es gibt aktuell 3 Varianten des HK433 und 2 Varianten des HK437:
| Variante          | Kaliber       | Gesamtlänge mm | Gesamtlänge mm (eingeklappt) | Lauflänge mm | Gewicht g |
| ----------------- | ------------- | -------------- | ---------------------------- | ------------ | --------- |
| HK433 11"         | 5.56x45mm     | 843            | 577                          | 280          | 3250      |
| HK433 14.5"       | 5.56x45mm     | 931            | 634                          | 368          | 3400      |
| HK433 16.5"       | 5.56x45mm     | 976            | 718                          | 421          | 3500      |
| HK437 Sneaker 9"  | .300 Blackout | 745            | 487                          | 178          | 3040      |
| HK437 Sneaker 11" | .300 Blackout | 795            | 537                          | 229          | 3140      |

## Nutzer
- Deutschland: Polizei Schleswig-Holstein[5]
  - Vertrag über 200 Einsatzwaffen samt Zubehör (Version HK437 im Kaliber .300 Blackout).
  - 2024 wurde angekündigt, dass bis 2026 alle SIG Sauer MCX und Heckler & Koch MP5 durch bis zu 1700 HK437 ersetzt werden sollen.
- Deutschland: Bundeswehr / Kommando Spezialkräfte[6]
  - Vertrag über 988 Einsatzwaffen samt Zubehör für die Spezialkräfte des KSK (Version HK437, unter der militärischen Bezeichnung "G39").